# Elisabet d'Àustria (arxiduquessa d'Àustria)
Elisabet d'Àustria (Budapest, 17 de gener de 1831 - Viena, 1903) fou Arxiduquessa d'Àustria, princesa d'Hongria i de Bohèmia amb el doble tractament d'altesa reial i imperial.
Pertanyia a la branca palatina d'Hongria de la família imperial, essent filla de l'arxiduc Josep Antoni d'Àustria i de la princesa Maria Dorotea de Württemberg. Elisabet era neta per via paterna de l'emperador Leopold II, emperador romanogermànic i de la infanta Maria Lluïsa d'Espanya i per via materna del príncep Lluís de Württemberg i de la princesa Enriqueta de Nassau-Weilburg.
Elisabet contragué matrimoni amb l'arxiduc Ferran Carles d'Àustria-Este, fill del duc Francesc IV de Mòdena i de la princesa Maria Beatriu de Savoia. El casament se celebrà el 1847 a Schönbrunn. La parella tingué una única filla SAIR l'arxiduquessa Maria Teresa d'Àustria-Este, que fou muller del rei Lluís III de Baviera. L'any 1849 morí a la localitat bohèmia de Brno el seu espòs, l'arxiduc Ferran Carles d'Àustria-Este. El 18 d'abril de 1854, Elisabet es casà en segones núpcies amb l'arxiduc Carles Ferran d'Àustria, fill de l'arxiduc Carles Lluís d'Àustria i de la princesa Enriqueta de Nassau-Weilburg. La parella tingué sis fills:
- SAIR l'arxiduc Francesc Josep d'Àustria, nat el 1854 a Groß-Seelowitz.
- SAR l'arxiduc Frederic d'Àustria, nat el 1855 a Groß-Seelowitz i mort el 1936 a Altenburg. Es casà amb la princesa Isabel de Croy.
- SAIR l'arxiduquessa Maria Cristina d'Àustria, nada a Groß-Seelowitz el 1858 i morta a Madrid el 1929. Es casà amb el rei Alfons XII d'Espanya el 1879 a Madrid.
- SAIR l'arxiduc Carles Esteve d'Àustria, nat a Groß-Seelowitz el 1860 i mort a Zywiec el 1933. Es casà amb l'arxiduquessa Maria Teresa d'Àustria.
- SAIR l'arxiduc Eugeni d'Àustria, nat a Groß-Seelowitz el 1863 i mort a Meran el 1954.
- SAIR l'arxiduquessa Elionor d'Àustria, nada el 1864 a Groß-Seelowitz i morta un mes després.